# Daxophon

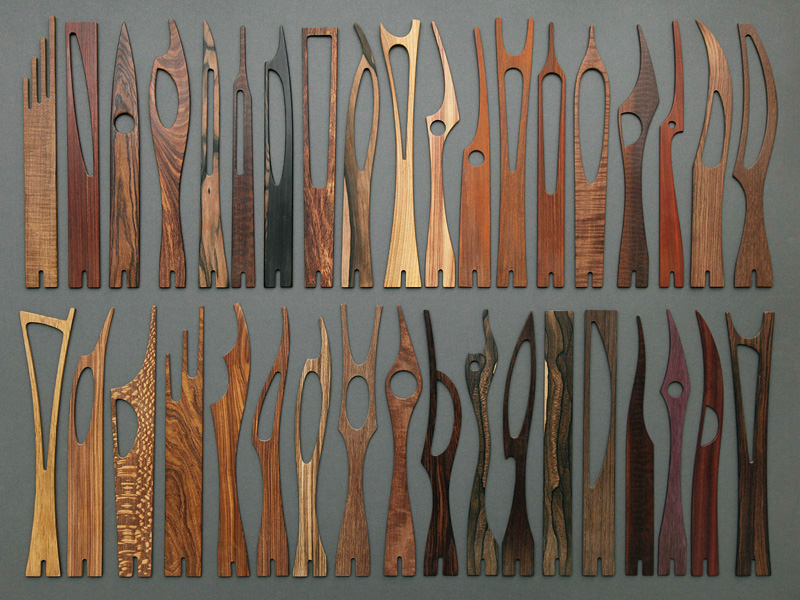
Verschiedene Klangerzeuger

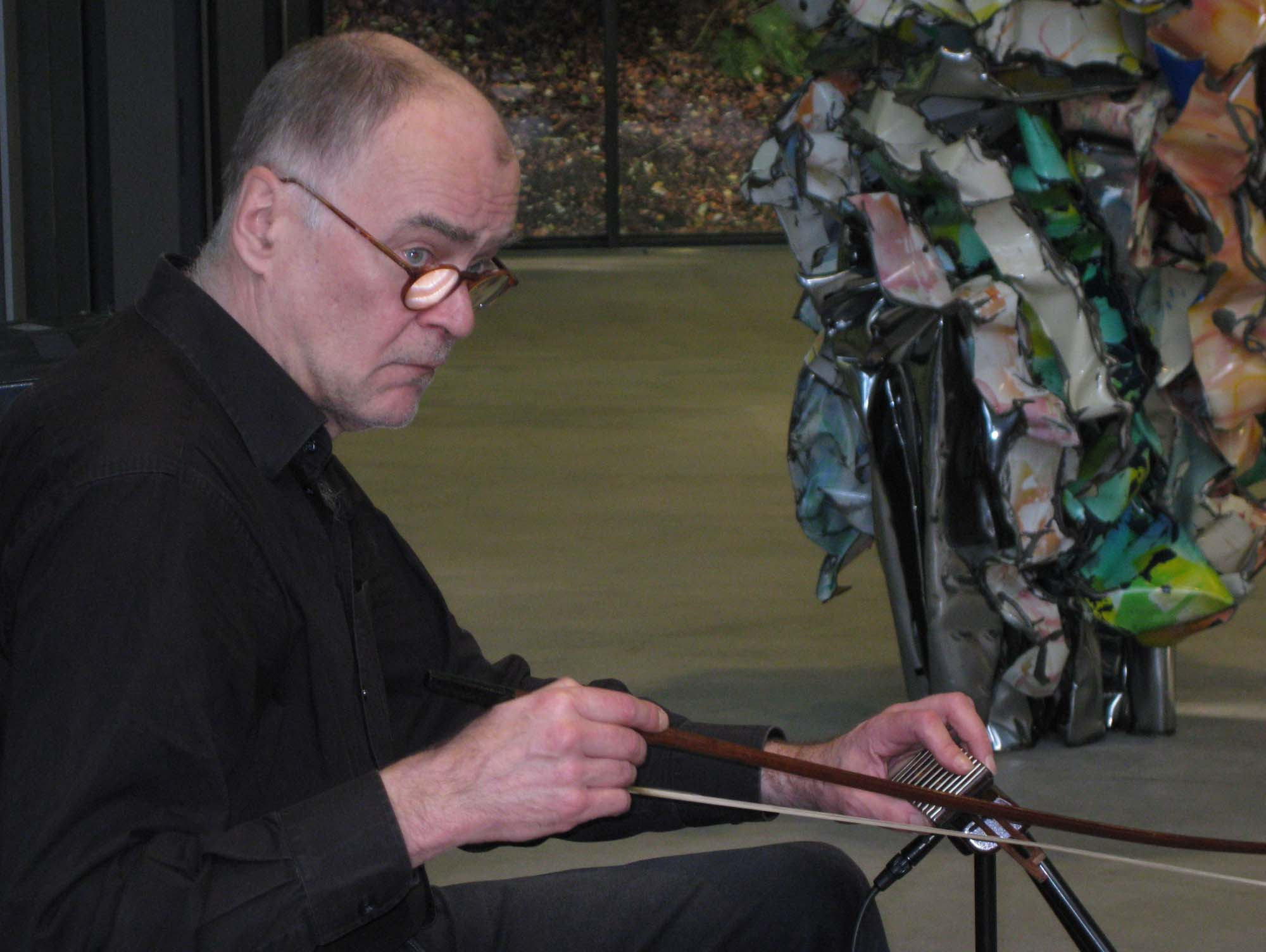
Das Daxophon im Einsatz, gespielt von seinem Erfinder

Das Daxophon ist ein Musikinstrument, gehört zur Familie der Idiophone und ist ein Instrument aus dem Bereich der Experimental-Musik. Es wurde von dem Wuppertaler Gitarristen Hans Reichel entwickelt und eignet sich zum Selbstbau.
Ein Daxophon ist ein mit einem Cello- oder Bassbogen angestrichenes Holzbrettchen, dessen klingendes Ende mit einem handlichen Klötzchen in der Tonhöhe und Klangfarbe verändert werden kann. Mit dem Brettchen, das unterschiedlich geformt sein kann, ist ein Resonanzkörper mechanisch verbunden.
Der Strich des Bogens regt das Holzbrettchen als eigentlichen Klangerzeuger zur Schwingung an. Dieses Brettchen, nach Erfahrungen Reichels durchschnittlich 330 mm lang, 30 mm breit, 5 mm dick, ist an einem Ende mittels einer Klemmvorrichtung mit dem Resonanzkästchen verbunden, an das Tonabnehmer oder Kontaktmikros angeschlossen sind, die das akustische Signal elektrisch zu Verstärker und Lautsprecher weiterleiten. Das andere Ende des Brettchens ist freischwebend. Sein Schwingungsverhalten (damit die Tonhöhe und die Klangfarbe) wird durch einen flachen Holzkeil, den Dax, manipuliert. Dieser soll auf mindestens einer Seite leicht gewölbt sein, so dass er auf dem Brettchen mit leichtem Druck ähnlich wie ein Schaukelstuhl hin- und hergewippt werden kann.
Die erzeugten Töne klingen manchmal ähnlich wie eine Singende Säge, zum Teil sehr surreal, können aber geräuschhaft sein.
Die Konstruktion und Funktionsweise wurde in amerikanischen, japanischen und europäischen Fachzeitschriften ausführlich vorgestellt, und seine Musik ist auf zahlreichen Solo-LPs und CDs, etwa von Hans Reichel, Kazuhisa Uchihashi, Daniel Fishkin oder Michael Hearst nachzuhören.